# Qiqirn
In de Inuit-mythologie is Qiqirn de geest van de honden. Door zijn lange gestalte en kaalheid is hij angstaanjagend, maar hij is ook dom. Mensen en honden vluchten ervoor, en de geest vlucht voor mensen en honden. Qiqirn heeft haar op zijn voeten, oren, mond en staart.